# Because the Night
Because the Night ist ein Lied von Patti Smith aus dem Jahr 1978, das von ihr und Bruce Springsteen geschrieben wurde. Es erschien auf dem Album Easter.

## Geschichte
Die erste Rohfassung des Liedes komponierte Bruce Springsteen mit seiner Begleitband E Street Band am 1. Juni 1977. Anfangs bestand es nur aus dem Songtitel und etwas Gemurmel, weshalb Springsteen fast vier Monate mit dem Song kämpfte. Diese Agonie nahm mit dem Produzenten Jimmy Iovine, der nebenbei Easter von Patti Smith produzierte, ein Ende.
Iovine sagte in einem Interview: „Nun, Bruce war flexibel, da er erkannte, dass dies meinen Durchbruch als Musikproduzent bedeutete. Wie auch immer: Eines Nachts, als wir im Navarro Hotel in New York waren, sagte ich zu Bruce, dass ich einen Hit für Patti Smith brauchte. Er stimmte zu, da er für Because the Night selbst keine konkreten Vorstellungen hatte.“
Springsteen gab später zu, dass ihm vom Text her nicht viel einfiel. Daher gab er das Songfragment an Patti Smith weiter, die das Lied stark erweiterte und am 27. September 1977 aufnahm. Die Veröffentlichung des Rocksongs erfolgte am 2. März 1978. Springsteen selbst spielte das Lied später regelmäßig bei Liveauftritten.
Im Jahr 1987 erreichte das Lied in der Liste The Top 150 Singles of All Time vom New Musical Express Platz 116 und in der Liste Top 500 Greatest Songs of All Time des Rolling Stone erreichte dieser Platz 358.

## Kommerzieller Erfolg

### Chartplatzierungen
| ChartsChartplatzierungen       | Höchstplatzierung | Wochen |
| ------------------------------ | ----------------- | ------ |
| Österreich (Ö3)                | 21 (4 Wo.)        | 4      |
| Vereinigte Staaten (Billboard) | 13 (18 Wo.)       | 18     |
| Vereinigtes Königreich (OCC)   | 5 (17 Wo.)        | 17     |

| ChartsJahrescharts (1978)      | Platzierung |
| ------------------------------ | ----------- |
| Vereinigte Staaten (Billboard) | 72          |

### Auszeichnungen für Musikverkäufe
| Land/Region                  | Auszeichnungen für Musikverkäufe (Land/Region, Auszeichnung, Verkäufe) | Verkäufe |
| ---------------------------- | ---------------------------------------------------------------------- | -------- |
| Italien (FIMI)               | Platin                                                                 | 100.000  |
| Spanien (Promusicae)         | Gold                                                                   | 30.000   |
| Vereinigtes Königreich (BPI) | Gold                                                                   | 400.000  |
| Insgesamt                    | 2× Gold · 1× Platin ·                                                  | 530.000  |

## Coverversion von Co.Ro feat. Taleesa
Im Jahr 1992 veröffentlichte die italienische Dancegroup Co.Ro mit der Sängerin Taleesa eine damals zeitgemäße Eurodanceversion des Liedes. Der Satz „It’s a lot“, den man im Cover hören kann, ist ein Sample des Depeche-Mode-Klassikers Master and Servant aus dem Jahr 1984. Europaweit war diese Version deutlich erfolgreicher als das Original, zumal es auch in Spanien Platz 1 erreichte und in Frankreich mit der Goldenen Schallplatte ausgezeichnet wurde.
Unter Musikkritikern wurde diese Version überwiegend positiv bewertet. Larry Flick von Billboard schrieb, dass das Lied eine „Popbehandlung bekommt, mit Taleesas Gesang und dem Depeche-Mode-Sample garniert“ wird. Er ergänzte, dass es hier gut funktioniert und besser ist als alle anderen Coverversionen. Alan Jones von der Music Week gab dem Lied drei von fünf Punkten. Er lobte das Lied als im Prinzip „ziemlich  liebenswert“ und fügte hinzu, dass es Depeche-Mode-Samples mit eingängigen Drums und einem Gesang wie von Patti Smith kombiniert. „Es kann prickeln“."
Im Musikvideo fährt eine Frau in die Stadt zu einer Diskothek und vergnügt sich dort. Sie fährt einen roten Alfa Romeo Spider und ein paar Männer bewegen ihre Lippen lippensynchron zum Satz „It’s a lot“ aus Depeche Modes Master and Servant.

## Coverversion von Jan Wayne
Im Mai 2002 veröffentlichte der deutsche Hands-up- und Eurodance-DJ Jan Wayne eine weitere Danceversion des Songs. In Deutschland und Österreich wurde es zur bisher erfolgreichsten Version des Liedes.

## Andere Coverversionen
- 1979: Anna Oxa (Notti per due)
- 1986: Bruce Springsteen (Liveversion)
- 1986: Keel
- 1993: 10,000 Maniacs
- 1998: Kim Wilde feat. Mike Batt & Royal Philharmonic Orchestra
- 2000: Airbag
- 2003: Die Lollies
- 2005: Ed Alleyne-Johnson
- 2006: Nils Lofgren
- 2007: Soraya Arnelas
- 2008: Cascada
- 2009: Denis Fischer
- 2010: KT Tunstall
- 2012: The Sweet
- 2012: Garbage & Screaming Females
- 2015: The Protomen
- 2018: Mystic Prophecy
- 2020: Deine Lakaien
- 2023: Dimitri Vegas & Like Mike feat. Brennan Heart
- 2024: Aquagen & Scotty